# Henryk Arctowski
Henryk Arctowski (n. 15 iulie 1871, Varșovia – d.1958) a fost un om de știință de origine poloneză, oceanograf și explorator al Antarcticii.
Henryk Arctowski a studiat în Paris si Zürich. Acesta s-a ocupat cu observații fizice în timpul expediției belgiene în Antarctica în 1897–1899. Aceasta a fost prima expediție în care și-a petrecut iarna în Antarctica. Printre marinari s-au numarat Roald Amundsen și Frederick A. Cook. Arctowski s-a alăturat Clubului Exploratorilor din New York în 1920.
Numele lui a fost dat unui fenomen în care o aureolă asemănătoare curcubeului, cu două arcuri parțial simetrice celui principal, care se formează în jurul soarelui pe măsură ce lumina este refractată printre cristalele de gheață din atmosferă. 
Pentru recunoașterea muncii sale și contribuției adusă științei, numele lui a fost dat unui număr de elemente geografice: 
În Antarctica: 
- Arctowski Dome
- Arctowski Cove
- Arctowski Peninsula
- Arctowski Nunatak
- Arctowski Peak

În Spitsbergen:
- Arctowskifjellet (Mt. Arctowski)
- Arctowskibreen (Arctowski glacier)